# Lil Tjay
Tione Jayden Merritt (The Bronx, 30 april 2001), bekend onder de artiestenaam Lil Tjay is een Amerikaanse rapper en songwriter. Hij kreeg bekendheid in 2017 met het nummer "Resume", en vervolgens de release van zijn doorbraaknummer "Brothers", waardoor hij later datzelfde jaar tekende bij Columbia Records. Zijn debuutstudioalbum, True 2 Myself, werd uitgebracht in 2019 en kwam binnen op nummer 5 in de  Billboard 200, waarmee het album zijn eerste hitproject werd. Het jaar daarop bracht hij de mixtape State of Emergency uit, waarop alleen artiesten uit New York te zien waren.
Zijn tweede studioalbum, Destined 2 Win, werd uitgebracht in 2021 en bevatte de single "Calling My Phone" (met 6lack), zijn nummer met de hoogste hitlijsten tot nu toe. In 2023 bracht hij het nummer "Gangsta Boo" uit met collega-New Yorkse artiest Ice Spice, en in juli van dat jaar bracht hij zijn derde studioalbum uit, 222.

## Levensloop

### Vroege leven
Merritt is geboren en getogen in de wijk  Fordham in The Bronx, New York. Hij werd opgevoed door een alleenstaande moeder en heeft twee jongere broers en zussen in wat werd beschreven als een ‘ruim’ appartement. Merritt noemde zichzelf het problematische kind van de drie, omdat hij vaak betrokken raakte bij kleine overvallen en schoolgevechten. Op 15-jarige leeftijd werd Merritt gearresteerd voor een van zijn overvallen en voor een jaar veroordeeld tot een jeugdgevangenis. Daar zou hij raps gaan schrijven. Een ervan werd de hit "Resume", die hij op SoundCloud uitbracht.
Merritts jeugdvriend, Smelly, werd in augustus 2016 dodelijk neergestoken. Merritt brengt hulde aan zijn jeugdvriend in een aantal van zijn liedjes waarin naar zijn naam "Smelly" wordt verwezen.

### Carrière

#### 2016–2019: begin, platencontract enTrue 2 Myself
In 2016 begon Merritt met het uitbrengen van muziek op SoundCloud. "Resume", een van zijn eerste nummers, werd uitgebracht toen Merritt 16 jaar oud was, en begon zich snel online te verspreiden.
Op 10 maart 2018 nam Merritt deel aan de NYC All Ages Edition van Coast 2 Coast LIVE en werd eerste. Zijn optreden trok de aandacht van platenlabel A&R dat aanwezig was om de showcase te beoordelen. Kort daarna bracht Merritt de single "Brothers" uit, die destijds zijn grootste nummer werd en ertoe leidde dat hij tekende bij Columbia Records.
Merritt werd in 2018 op YouTube uitgebracht en verdiende erkenning door zijn sampling van Justin Biebers "Baby" op zijn single "None of Your Love".
Binnen de eerste tien maanden van Merritts muziekcarrière had hij vijf nummers uitgebracht die meer dan een miljoen keer werden afgespeeld op SoundCloud. "Brothers", "Resume", "Goat" en "Leaked" verzamelden elk tientallen miljoenen streams. In juli 2018 werkte Merritt samen met producer CashMoneyAP om "None of Your Love" uit te brengen, dat ook tientallen miljoenen keren werd gespeeld. Merritt bracht eind 2018 zijn debuut-EP No Comparison uit.
In januari 2019 was Merritt te zien op de single "Pop Out" van collega-rapper Polo G, die piekte op nummer 11 in de Billboard Hot 100. In juli was hij te zien in "Lying" van de boyband PrettyMuch. Later dat jaar bracht hij een EP uit met de titel FN. De eerste single van het project, "FN", piekte op nummer 56 in de Billboard Hot 100 en werd zijn eerste solo-hitlijstnummer. 
Merritt bracht zijn debuutalbum True 2 Myself uit op 11 oktober 2019. Het debuteerde en piekte op nummer 5 in de Amerikaanse  Billboard 200. In december was hij te zien op een remix van 24kGoldns nummer "Valentino".

#### 2020–2021:State of EmergencyandDestined 2 Win
Begin 2020 bereikte Merritt opnieuw de Billboard Hot 100 met zijn single "20/20", die piekte op nummer 94 op de kaart. Op 8 mei 2020 bracht Merritt de EP State of Emergency uit, die sterk gericht was op drillrap, een populair subgenre in New York (stad). De EP met zeven nummers bevatte het nummer "Zoo York" (met Fivio Foreign en Pop Smoke), dat piekte op nummer 65 in de Hot 100. In juli verscheen Merritt op het postume debuutalbum van Pop Smoke, Shoot for the Stars, Aim for the Moon, op het nummer "Mood Swings", dat nummer 17 bereikte in de Billboard Hot 100. Op 11 augustus werd Merritt opgenomen in XXL's Freshman Class 2020. In oktober hintte Merritt op Twitter naar een nieuw project.
Op 12 februari 2021 bracht Merritt zijn single "Calling My Phone" uit, een samenwerking met de Atlanta-zanger 6lack, die vergezeld ging van een videoclip geregisseerd door Cam Busby. Het nummer kwam binnen op nummer drie in de Billboard Hot 100 en werd de best scorende single uit Merritts carrière. Op 19 maart bracht Merritt "Headshot" uit, een samenwerking met Polo G en Fivio Foreign als de tweede single van zijn tweede studioalbum, Destined 2 Win, dat op 2 april 2021 werd uitgebracht. Het album bestaat uit eenentwintig nummers. 
Op 22 oktober bracht Merritt de eerste single uit van zijn aanstaande derde studioalbum "Not in the Mood" (met Fivio Foreign en Kay Flock). De single werd vanaf september voorafgaand aan de release in fragmenten gedeeld op de populaire app TikTok.

#### 2022-heden:222
Begin maart 2022 begon Merritt met het delen van een nieuw nummer met de titel "In My Head", dat een sample van Iyaz' "Replay" gebruikt. Het werd uiteindelijk uitgebracht op 1 april 2022. In april bracht Merritt een freestyle "Lavish" uit op zijn YouTube-kanaal. De volgende dag kondigde hij zijn EP Strictly 4 My Fans aan. Op 26 augustus bracht Merritt zijn single "Beat the Odds" uit, waarin zijn bijna fatale schietpartij wordt beschreven en een update over zijn herstel. Op 17 november deelde Merritt een trailer voor zijn single "Give You What You Want", die dezelfde dag om 16.00 uur werd uitgebracht op YouTube.
Eind juni 2023 onthulde Merritt op sociale media dat er een nieuw album op komst was. Hij bracht op 23 juni de eerste single "June 22nd" uit, waarop hij de titel van het album 222 op Instagram onthulde, en "Project Walls" met YoungBoy Never Broke Again op 7 juli, waarop hij ook de cover en tracklist van het album onthulde met features van Summer Walker, The Kid LAROI, Fivio Foreign, Jadakiss, Polo G en Coco Jones. Voordat het album uitkwam, bracht Merritt korte documentaires uit op zijn sociale media en zong hij "Bla Bla" met Fivio Foreign op Wireless Festival 2023. 222 werd uitgebracht op 14 juli 2023. Van 222 werden in de eerste week €22.000 verkocht.

### Schietpartij in 2022
Op 22 juni 2022 werd Merritt zeven keer neergeschoten tijdens een poging tot overval in  Edgewater, New Jersey. Hij werd naar het Hackensack University Medical Center gevlogen en onderging een spoedoperatie, terwijl een tweede slachtoffer - de 22-jarige Antoine Boyd - die bevriend is met Merritt, ook één keer werd neergeschoten en in stabiele toestand verkeerde. Ondertussen werd de schutter ook getroffen door geweervuur en ontsnapte hij met hulp van een onbekende mede-samenzweerder. Het Openbaar Ministerie van Bergen County meldde dat de schietpartij niet willekeurig leek en dat één slachtoffer werd opgewaardeerd van kritieke naar stabiele toestand, terwijl het andere in goede staat verkeerde.
Later die dag arresteerde de politie de 27-jarige Mohamed Konate, die werd beschuldigd van drie aanklachten van poging tot moord met voorbedachten rade, drie aanklachten van gewapende overvallen met voorbedachten rade en meerdere wapendelicten. Jeffery Valdez, die bij Merritt was maar niet gewond raakte, en Antoine Boyd werden beiden beschuldigd van tweedegraads onwettig bezit van een wapen, maar de aanklacht werd later ingetrokken. Merritt werd niet beschuldigd van enige misdaad.
Op 23 juni 2022 werd gemeld dat Merritt na de schietpartij nog steeds bewusteloos was. Dagen nadat er geen geloofwaardige updates over de toestand van Merritt waren, begonnen geruchten naar boven te komen waarin werd beweerd dat hij verlamd en mogelijk hersendood was. Meerdere bronnen weerlegden deze geruchten later echter, toen op 1 juli 2022 het nieuws naar buiten kwam, waarin stond dat Merritt nog steeds in het ziekenhuis lag, maar "alert en praatte".
Op 24 augustus 2022 uploadde Merrit een updatevideo op zijn socialemedia-accounts. In de video laat hij zien dat het beter met hem gaat en dat hij "sterker dan ooit terug zal komen" terwijl hij een nekbrace draagt.
Op 26 augustus 2022 bracht Merritt zijn single "Beat the Odds" uit, waarin zijn bijna fatale ervaring en herstel wordt beschreven.

## Juridische kwesties
Op 16 januari 2023 werd Merritt gearresteerd in The Bronx en na een verkeerscontrole in hechtenis genomen. Merritt was op het moment van de arrestatie onderweg om te filmen met collega-Bronx-rapper Ice Spice. De politie vond een pistool in het voertuig, voordat ze hem arresteerden. Hij werd beschuldigd van wapenbezit en de zittingsdatum was vastgesteld op 14 februari. Het is niet bekend of Merritt het proces bijwoonde en wat de resultaten van het proces waren.
De advocaat van Merritt, Dawn Florio, beweert dat het door de politie gevonden wapen niet van Merritt is. Ze beweert ook dat de huiszoeking door agenten illegaal is uitgevoerd, aangezien de auto naar verluidt legaal op straat geparkeerd stond en Merritt naar verluidt een passagier in de auto was.
Lil Tjay en de filmploeg van regisseur Fakedell werden in juni 2023 gearresteerd wegens een vuurwapen dat werd gebruikt tijdens de opnames van een videoclip. Het incident werd op video vastgelegd door een menigte kinderen die eerst de politie smeekten hem niet te arresteren, en zeiden dat het pistool slechts een rekwisiet was.

## Discografie

#### Albums
- True 2 Myself (2019)
- State of Emergency (2020)
- Destined 2 Win (2021)
- 222 (2023)

#### Singles & ep's
- Brothers (2018)
- Goat (2018)
- Long Time (2018)
- Leaked (2019)
- Resume (2019)
- Pa$to (2019)
- Ruthless (2019)
- Lying (2019)
- Laneswitch (2019)
- F.N (2019)
- Hold On (2019)
- VALENTINO (2019)
- Go In (2019)
- 20/20 (2020)
- First Place (2020)
- Only The Team (2020)
- All Star (2020)
- Fade Away (2020)
- Hood Scars 2 (2020)
- Racing' (2020)
- Calling My Phone (2021)
- Best Friends 4L (2021)
- Dreams Unfold (2021)
- In Too Deep (2021)
- Not In The Mood (2021)
- Elegance (2022)
- Vroom (2022)
- In My Head (2022)
- Goin Up (2022)
- Beat the Odds (2022)
- Eastside (2022)
- Give You What You Want (2022)
- Do You Love Me? (2023)
- High Price (2023)
- Same Friends (2023)
- Pain Talk (2023)
- June 22nd (2023)
- Project Walls (2023)
- I Should've Known (2023)